# Nimismiehensaari (ö i Finland, Birkaland)
Nimismiehensaari är en ö i Finland. Den ligger i sjön Enojärvi och i kommunen Orivesi i den ekonomiska regionen Tammerfors och landskapet Birkaland, i den södra delen av landet, 180 km norr om huvudstaden Helsingfors. Öns area är 0,7 hektar och dess största längd är 120 meter i nord-sydlig riktning.